# شادلوي سفلي
شادلوي سفلي (بالفارسية: شادلوی سفلی) هي قرية تقع في قسم آواجيق الجنوبي الريفي (مقاطعة تشالدران) في إيران. يقدر عدد سكانها بـ 310 نسمة بحسب إحصاء 2016.